# Schwarze Schmach
Als „Schwarze Schmach“ (auch „Schwarze Schande“) wird eine hauptsächlich von Deutschland ausgehende, internationale rassistische Kampagne gegen den Einsatz französischer Kolonialtruppen während der Alliierten Rheinlandbesetzung, und der Stationierung französischer Truppen im Saargebiet, bezeichnet. Dabei wurden den Soldaten massenhafte Gewalttaten gegen deutsche Frauen und Kinder unterstellt. Die Kampagne erreichte zwischen 1920 und 1923 ihren Höhepunkt, verstummte allerdings auch bis 1930 nicht.

## Vorgeschichte
Im Deutsch-Französischen Krieg (1870/71) sahen sich deutsche Soldaten erstmals mit französischen Kolonialtruppen konfrontiert. Die orientalisch uniformierten Zuaven (Infanterie) erregten wegen ihres „exotischen“ Aussehens zwar Aufsehen, aber kaum rassistisch konnotierte Abwehr, da sie überwiegend aus weißen Kolonisten oder Festlandfranzosen bestanden und nur aus wenigen Arabern. Anders lag der Fall bei den Algerienschützen (Infanterie, sogenannte Turcos) und Spahis (Kavallerie). Sie rekrutierten sich überwiegend aus Arabern, Berbern, Schwarzen und einigen wenigen weißen Kolonisten (Colons, seit den 1950er Jahren „Schwarzfüße“ genannt), die unter meist weißen Offizieren dienten. Diese eingeborenen Kolonialsoldaten qualifizierte die deutsche Kriegspublizistik zumindest teilweise als „wilde Hilfsvölker“ ab.
Während des Ersten Weltkriegs gelangten dann rund 440.000 französische Kolonialsoldaten aus Algerien, Marokko, Tunesien, Französisch-Westafrika (Senegalschützen) sowie Madagaskar (Tirailleurs malgaches, also Madagaskarschützen) auf den europäischen Kriegsschauplätzen zum Einsatz. Das bot den Anlass zu einer intensiven Propagandakampagne, die insbesondere auf von jenen Soldaten angeblich begangene Grausamkeiten zielte. Das Afrikanerbild war hochgradig rassistisch. Die Palette der Begrifflichkeiten reichte von „Menschenwirrwarr von Farben und Religionen“, „Teufel“, „entmenschte Wilde“, „Menschengeschmeiß der Wildnisse“, „in teuflischer Ekstase herumstechenden Afrikanern“, „Hilfstruppengesindel aller Farben“, „Affen“ und „halbtierische Völker Afrikas“ sowie Ausdrücken wie „Afrikanerausstellung“ oder „Völkerschau nicht oder nur ungenügend zivilisierter Banden und Horden“ über „schwarze Flut“ und „dunkler Schlamm“ bis hin zum in den frühen 20ern dann prominenten Schlagwort „schwarze Schande“. Und wie dann erneut in den 20er Jahren wurde als Konsequenz der französischen Kolonialtruppenpolitik das Ende des Kolonialsystems und der europäischen Vorherrschaft in der Welt an die Wand gemalt. In der unmittelbaren Nachkriegszeit tauchten die afrikanischen Kolonialtruppen Frankreichs dann auch in den Memoiren Ludendorffs und Hindenburgs auf und wurden als Beleg dafür gewertet, dass die Entente ihren Sieg auf unredliche Art und Weise errungen habe.

## Koloniale Besatzungstruppen im Rheinland 1919–1930
Die französischen Besetzungstruppen im Rheinland von 1919 bis 1930 wiesen einen bedeutenden Anteil afrikanischer Kolonialsoldaten auf. Von den total 85.000 ab Januar 1920 im Rheinland stationierten französischen Besatzungssoldaten waren in den Sommern 1920 und 1921 beinahe die Hälfte Afrikaner – Algerier, Marokkaner, Westafrikaner, Tunesier und Madegassen. Danach nahm die Zahl der Kolonialtruppen ab, die Westafrikaner wurden sogar vollständig abgezogen. Insbesondere zwischen 1920 und 1923 waren die Afrikaner im Rheinland Gegenstand einer intensiven, auch internationalen Diskussion. Parteien, Medien und andere Organisationen mobilisierten sich, um den Einsatz von Kolonialtruppen in Deutschland zu verhindern bzw. als besondere Erniedrigung zu bezeichnen. Die deutsche Propagandakampagne gegen die Stationierung von Kolonialtruppen im Besatzungsgebiet wies hochgradig rassistische Züge auf und operierte mit Schlagworten wie „Schwarze Schmach“, „Negerpest“, „Schwarzer Schrecken“ und „Schwarze Schande“. Im Zentrum der Argumentation standen die angeblich massenhaften sexuellen Übergriffe der Afrikaner auf die Zivilbevölkerung. Daneben gab es auch zahlreiche nichtdeutsche propagandistische Stimmen gegen die französische Kolonialtruppenpolitik, am wichtigsten der britische Journalist Edmund Dene Morel und der italienische Innen- und Kolonialminister Francesco Saverio Nitti. Aber auch die amerikanische Schauspielerin und Journalistin Ray Beveridge, der schwedische Pastor Martin Liljeblad und katholisch-konservative Völkerbundgegner in der Schweiz waren federführend an der Auslandkampagne beteiligt.
Bis im Frühjahr 1920 waren nur vereinzelte Stimmen gegen die Kolonialtruppen laut geworden. Am 6. April 1920 wurde eine breitere Öffentlichkeit auf die afrikanischen Besatzungseinheiten aufmerksam, als es in Frankfurt am Main zu einem Zwischenfall kam, bei dem marokkanische Soldaten mit einem Maschinengewehr mehrere Menschen töteten. Dieser Vorfall markierte den Beginn einer nahezu drei Jahre anhaltenden Präsenz der Kolonialtruppenproblematik in der öffentlichen Diskussion. In der deutschen Presse wurden die afrikanischen Besatzungstruppen nun plötzlich zu einem Dauerbrenner und auch im Parlament kamen sie immer wieder zur Sprache. Am 23. April 1920 reichten mehrere deutschnationale Abgeordnete eine Anfrage an die Regierung betreffend „die Greuel, welche schwarze Franzosen an den deutschen Frauen des besetzten Gebietes verüben“, ein. Am 19. Mai gab die Nationalversammlung ihrer Empörung über „diese missbräuchliche Verwendung der Farbigen“ in einer Interpellation Ausdruck, die von allen Fraktionen mit Ausnahme der Unabhängigen Sozialdemokraten unterstützt wurde: „Für deutsche Frauen und Kinder [...] sind diese Wilden eine schauerliche Gefahr. Ihre Ehre, Leib und Leben, Reinheit und Unschuld werden vernichtet.“ Außenminister Adolf Köster lehnte es seitens der Reichsregierung zwar ab, „in eine öde und billige Rassenhetze“ einzutreten, bezeichnete „die Verpflanzung von ungefähr 50'000 schwarzen, fremdrassigen Truppen und Menschen nach Europa, in das Herz des weißen Europa“ aber gleichwohl als „ein Vergehen an Gesamteuropa“. Im Juni 1920 beklagte eine Resolution des Evangelischen Bundes, das deutsche Volk müsse „mit Grauen ansehen, wie seine Frauen und Kinder [...] geschändet und misshandelt werden. Keine militärische Manneszucht [...] ist imstande, die wilden Instinkte dieser [...] christlicher Erziehung entbehrenden [...] Leute in Schranken zu halten [...]. Mund und Feder sträuben sich, die Greuel zu schildern, die alle Kriegsschrecken übertreffen [...].“

## Gründe für den Einsatz von Kolonialtruppen
Der französische Historiker Nicolas Beaupré nennt drei hauptsächliche Gründe für den Einsatz von Kolonialtruppen: Die Regimenter des Mutterlandes konnten schneller demobilisiert werden; die Kolonialtruppen wurden durch diesen Einsatz geehrt („den Sieg teilen“) und die um ihre Kolonien gebrachten Deutschen sollten sehen, dass Frankreich mehr war als das Nachbarland und dass sich seine Macht auf die ganze Welt erstreckte. Beaupré schließt aber auch nicht aus, dass eine Demütigung des Feindes durch den Einsatz von Truppen, die zu dieser Zeit als „minderwertig“ angesehen wurden, beabsichtigt war.

## Offizielle und offiziöse Propaganda gegen die „Schwarze Schmach“

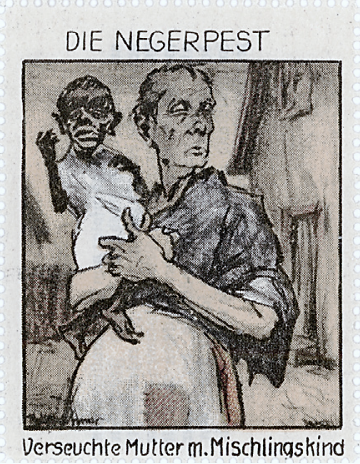
Briefmarke, die im Zuge der rassistischen Propaganda-Kampagne gegen die „Schwarze Schmach“ 1920 herausgegeben wurde. Bayerisches Hauptstaatsarchiv, MA 108037.

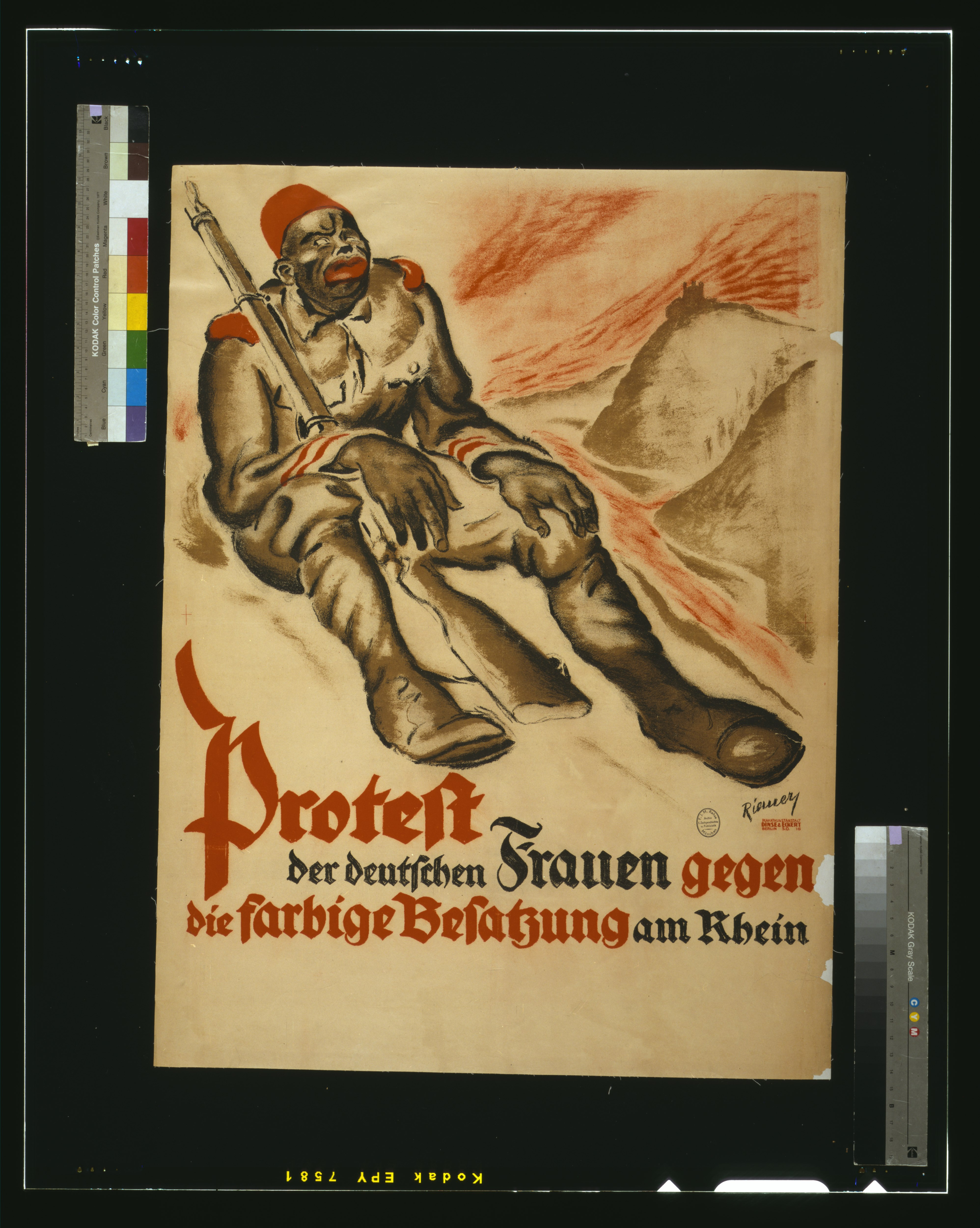
Walter Riemer: Propagandaplakat: „Protest der deutschen Frauen gegen die farbige Besatzung am Rhein“ (1920). Rehse-Archiv für Zeitgeschichte und Publizistik.

Der Propagandafeldzug gegen die „Schwarze Schmach“ lässt sich grob in einen offiziellen und offiziösen sowie einen inoffiziellen Teil gliedern. Ersterer wurde – ohne überall sich als offiziell zu erkennen zu geben – vom Auswärtigen Amt und vom Reichsministerium des Innern gesteuert. Diese beiden Ministerien arbeiteten eng mit Organisationen von offiziösem Charakter wie der „Rheinischen Frauenliga“ und der „Rheinischen Volkspflege“ zusammen. Auch für die Belieferung der Presse im In- und Ausland mit einschlägigem Material waren diese Stellen besorgt. Offenbar stießen sie dabei auf gewisse Probleme, bemerkte doch der Reichskommissar für die besetzten Gebiete in einem Bericht vom 6. Mai 1920, „dass nach den von mir eingezogenen Erkundigungen die schwarzen und gelben Truppen tatsächlich nicht so schlimm sind wie es den Anschein hat und dass sie auch an den Belästigungen deutscher Frauen weniger beteiligt sind als die weißen französischen Truppen“. Tatsächlich scheint trotz aller Gräuelpropaganda das effektive Verhältnis der Bevölkerung in der Besatzungszone zu den Kolonialsoldaten nicht schlechter als dasjenige zu den anderen französischen Besatzungstruppen gewesen zu sein. Eine wie auch immer verursachte, sich ausschließlich auf die kolonialen Besatzungssoldaten beziehende Furcht oder Verachtung lässt sich in den einschlägigen Quellen vor Ort nicht nachweisen.
Die offizielle Propaganda zielte darauf ab, das Ausland auf die Zustände im Rheinland aufmerksam zu machen. Besonders wurden die Vereinigten Staaten angepeilt; deren öffentliche Meinung sollte gegen die Kolonialtruppen aufgehetzt und zu Druck auf die Regierung veranlasst werden, sich von den europäischen Siegermächten zu distanzieren. Frankreich sollte aber auch von seinen europäischen Verbündeten isoliert werden. Die Propaganda bediente sich dabei der Stereotypen der zeitgenössischen kolonialistischen Zivilisationsideologie.
Romane wie Artur Landsbergers Elisabeth und Marga Trotts Freiwild am Rhein (beide 1922) wurden mit direkten Bezügen auf die Propaganda veröffentlicht.
Erst 1923, zur Zeit der Ruhrbesetzung, nahm die Propaganda gegen die „Schwarze Schmach“ ab, einerseits, weil Frankreich sich mit seiner Aktion in den Augen der Deutschen vor der Weltöffentlichkeit derart als Aggressor disqualifiziert hatte, dass die antifranzösische Propaganda nun des Topos’ „Kolonialtruppen“ gar nicht mehr bedurfte, andererseits, weil die Vereinigten Staaten aus Protest gegen die Ruhrbesetzung ihr gesamtes Besatzungskontingent abzogen und damit einer der Hauptadressaten der deutschen Propaganda sein Interesse an der Rheinlandfrage zunehmend verlor. Ein Entwurf einer Rede von Reichspräsident Friedrich Ebert vom 13. Februar 1923 in Darmstadt enthielt eine Passage mit der Klage, „[d]aß die Verwendung farbiger Truppen niederster Kultur als Aufseher über eine Bevölkerung von der hohen geistigen und wirtschaftlichen Bedeutung der Rheinländer eine herausfordernde Verletzung der Gesetze europäischer Zivilisation ist [...].“ Das Originalmanuskript legt aber den Schluss nahe, dass es nicht von Ebert selber verfasst wurde, und die Zeitungsberichte zeigen, dass Ebert an diesem Tag eine Rede mit einem ganz anderen Wortlaut hielt.
Bis zum Abzug der letzten französischen Besatzungstruppen im Jahre 1930 tauchte das Thema „Schwarze Schmach“ sporadisch wieder in den Medien auf.

## Republikfeindliche Propaganda von rechts
Neben der offiziellen und offiziösen Kampagne gab es zahlreiche Propagandaaktivitäten rechter republikfeindlicher Kreise, die sowohl außen- als auch besonders innenpolitisch motiviert waren. Die Anwesenheit afrikanischer Besatzungstruppen bot die ideale Gelegenheit, im Windschatten der offiziellen Propaganda sowohl gegen den Friedensvertrag von Versailles zu agitieren als auch eine breitere Öffentlichkeit mit rassistischem Gedankengut zu indoktrinieren und gleichzeitig gegen das „System“ und seine Repräsentanten, die „Novemberverbrecher“, die die Vorgänge im Rheinland nicht zu verhindern vermochten, Stimmung zu machen. Der Münchner Ingenieur Heinrich Distler, der sich dann bereits 1922 der nationalsozialistischen Bewegung anschließen sollte, gründete den „Deutschen Notbund gegen die Schwarze Schmach“ und gab die Zeitschrift „Die Schmach am Rhein“ heraus, die von den deutschen Behörden wegen ihrer allzu rassistischen Tendenz als kontraproduktiv abgelehnt wurde und mangels Nachfrage ihr Erscheinen schon nach wenigen Nummern einstellen musste. Distler war auch an der Produktion des (heute verschollenen) Films „Die Schwarze Schmach“ (1921) beteiligt, der stark mit sexuellem Sensationalismus arbeitete und dann von der Interalliierten Rheinlandkommission in den besetzten Gebieten und schließlich aufgrund seiner zahlreichen faktischen Fehler auch von den deutschen Behörden für das ganze Reichsgebiet verboten wurde. Auch der parallel dazu im Auftrag der „Rheinischen Frauenliga“ produzierte und eugenisch argumentierende Film „Die schwarze Pest“ wurde zensiert.

Die Propaganda von rechts außen bewegte sich in den Bahnen des offenen biologistischen Rassismus, der mit nationalistischen und antisemitischen Verschwörungsphantasien angereichert wurde. Eine Propagandaschrift von 1921 behauptete: „Opfer der zügellosen Bestialität der farbigen Scheusale werden in Wiesen und Gräben halbtot aufgefunden, die Kleider in Fetzen gerissen, manche mit Bisswunden, die deutlich zeigen, wie das Tier über sein bedauernswertes Opfer hergefallen ist [...]. Der schwarze Soldat lebt nur seinem Naturtriebe nach [...].“ Das bekannte Plakat „Jumbo“ zeigte einen gigantischen, nur mit einem Stahlhelm bekleideten Afrikaner, der deutsche Frauen an seinen Unterleib presste; in verschiedenen Karikaturen waren die Kolonialsoldaten als Menschenaffen dargestellt. Eine 1920 verbreitete Medaille von Karl Goetz zeigt auf dem Avers unter der Umschrift „DIE SCHWARZE SCHANDE“ einen stahlbehelmten Phallus, an den eine nackte deutsche Frau gefesselt ist. Der Revers zeigt einen französischen Kolonialsoldaten afrikanischer Herkunft mit stark überzeichneten wulstigen Lippen unter der Umschrift „DIE WACHT AM RHEIN!!“ und unten mit der Aufschrift „LIBERTÉ EGALITÉ FRATERNITÉ“. Adolf Hitler erwähnte in seinen Reden der frühen 20er wiederholt, dass im Rheinland „unsere Frauen und Töchter von tierischen Schwarzen geschändet“ würden.

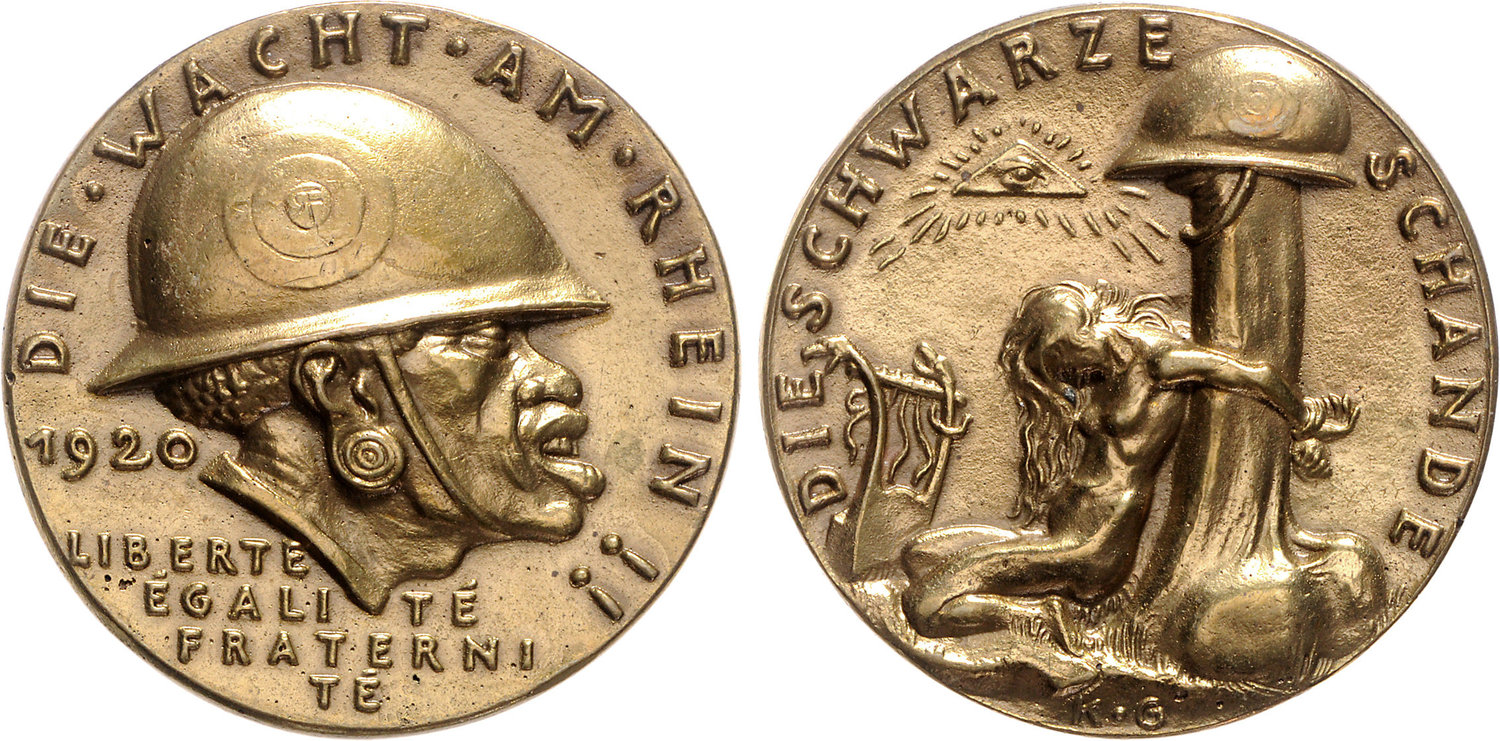
Karl-Goetz-Medaille

Während die offizielle und offiziöse Propaganda sich damit begnügte, als Folge der angeblichen sexuellen Übergriffe eine rasante Zunahme von Geschlechtskrankheiten in den Besatzungsgebieten zu beklagen, wies die inoffizielle Propaganda noch auf einen anderen Aspekt hin: das Problem der „Rassenmischung“. So führte Joseph Lang in seiner Broschüre „Die schwarze Schmach – Frankreichs Schande“ aus: „Im Interesse unserer selbst und der ganzen weißen Rasse dürfen wir es nicht länger dulden, dass dort im besetzten Rheinland ein Seuchenherd großgezogen wird, der alles gesunde Leben zu ersticken droht. Es ist eine Tatsache, dass über 60 v. H. der Kinder, die durch die farbige Besatzung das Licht der Welt erblicken, schon mit Syphilis behaftet sind. Es ist weiter eine bekannte Tatsache, dass Mischlingskinder fast immer die schlechten Eigenschaften und Laster der Eltern mit zur Welt bringen.“
In der Propaganda der sich formierenden nationalsozialistischen Bewegung wurde die Anwesenheit afrikanischer Soldaten in Deutschland ins Narrativ von einer angeblichen jüdischen Weltverschwörung eingepasst. Der „Völkische Beobachter“ machte in den frühen 20ern wiederholt die „jüdischen Ententefreimaurer“, die „Pariser Börsenjuden“ oder schlicht die „Weisen von Zion“ für die den Kolonialsoldaten im Rheinland zur Last gelegten Verbrechen verantwortlich. Auch in mehreren Hitlerreden dieser Jahre finden sich entsprechende Passagen. In „Mein Kampf“ tauchte diese Verknüpfung von Kolonialrassismus, Radikalrevisionismus und Antisemitismus ebenfalls auf: „Juden waren es und sind es, die den Neger an den Rhein bringen, immer mit dem gleichen Hintergedanken und klaren Ziele, durch die dadurch zwangsläufig eintretende Bastardisierung die ihnen verhasste weiße Rasse zu zerstören, von ihrer kulturellen und politischen Höhe herunterzuschmettern und selber zu ihren Herren aufzusteigen. [...] Dieses an sich immer mehr der Vernegerung anheimfallende Volk [der Franzosen] bedeutet in seiner Bindung an die jüdische Weltbeherrschung eine lauernde Gefahr für den Bestand der weißen Rasse Europas. Denn die Verpestung durch Negerblut am Rhein im Herzen Europas entspricht ebensosehr der sadistisch-perversen Rachsucht dieses chauvinistischen Erbfeindes unseres Volkes wie der eisig kalten Überlegung des Juden, auf diesem Wege die Bastardisierung des europäischen Kontinents im Mittelpunkte zu beginnen und der weißen Rasse durch Infizierung mit niederem Menschentum die Grundlagen zu einer selbstherrlichen Existenz zu entziehen.“

## Nachwirkungen
Zur Zeit des Abzuges der letzten französischen Besatzungstruppen im Jahre 1930 erinnerte die NS-Presse an die „Schwarze Schmach“. „Der Stürmer“ griff dabei das Thema der „Bastardisierung“ erneut auf: „Die Besatzung ist fort, die Besetzung bleibt [...]. Hohnlachend verkünden es die Zeitungen des Diktators Alljuda: 15.000 Kinder bleiben im deutschen Lande am Rhein zurück! 15.000 Kinder von schwarzen und weißen Franzosen, von deutschen Frauen und Mädchen zur Welt gebracht! 15.000 Kinder mit dem Blute von Mongolen, Negern und Juden. 15.000 Bastarde (Mischlinge) bleiben zurück und wachsen heran und werden Bürger des deutschen Staates und Giftträger für's deutsche Blut. 15.000 Bastarde [...] bringen zur Verwesung, was noch deutsch war und darum gut.“
In den ersten Jahren des „Dritten Reiches“ erschienen dann mehrere Heimatromane, in denen die Stationierung von Kolonialtruppen im Rheinland als Höhepunkt der Demütigungen nach der Niederlage im Weltkrieg erschien. Auch in der Mädchenliteratur fand die Propaganda mit Minni Groschs Roman Grenzlandjugend (1934) Einzug. Anlässlich der Remilitarisierung des Rheinlandes im Jahre 1936 wurde eine Medaille in Umlauf gesetzt, die auf der Vorderseite die Umrisse des Rheinlandes und das Hakenkreuz zeigte und auf der Rückseite einen schwarzen Soldaten, der eine weiße Frau attackierte. Schon 1933 wurde mit der Erfassung und anthropologischen Untersuchung der Mischlingskinder im Rheinland begonnen. Total wurden 385 Kinder erfasst, ihre Gesamtzahl schätzte man aber auf 500 bis 800. Von verschiedenen Seiten wurde nun – wie vereinzelt schon in den zwanziger Jahren – die Sterilisierung dieser „Rheinlandbastarde“ gefordert. Im Sommer 1937 wurde dann unter strengster Geheimhaltung damit begonnen, die Mischlingskinder zu sterilisieren.
Nach dem Angriff auf Frankreich im Frühjahr 1940, das sich unter anderem auch mit kolonialen Einheiten zu verteidigen versuchte, griff die NS-Propaganda das Thema der afrikanischen Besatzungstruppen im Rheinland erneut auf. Während des Westfeldzuges fiel eine große Zahl afrikanischer Soldaten in deutsche Hände und wurde in eigens für sie eingerichteten Lagern interniert.
Verschiedentlich wurden sie auch auf der Stelle ermordet. Die Gesamtzahl der Opfer dieser Massaker wird auf mehrere Tausend geschätzt.